# Salima Ghezali
Salima Ghezali (Arabisch: سليمة غزالي) (Bouira (Kabylië), 1958) is een Algerijnse journaliste, schrijfster en voorvechtster van vrouwenrechten.

## Studie en carrièrebegin
Ghezali studeerde voor docente Franse literatuur, een functie die ze aanvankelijk ook uitoefende. Ze werkte vervolgens in de vakbeweging en richtte in 1988 de Vereniging voor Vrouwenemancipatie op.
In de jaren 80 was ze verder actief lid van de organisatie Vrouwen van Europa en van de Maghreb.

## Journalistiek
Als oprichtster was ze hoofdredactrice van het vrouwentijdschrift NYSSA. In 1993 werd ze gevraagd om hoofdredactrice te worden van het weekblad La Nation, nadat het vier maanden verboden was geweest door de Algerijnse regering. La Nation kende op dit moment rond 40.000 lezers.
Ze besteedde in toenemende mate aandacht aan de censuur in Algerije. In haar artikelen pleitte ze voor een vreedzame en democratische oplossing van de Algerijnse Burgeroorlog (1991-2002). Hiermee haalde ze de tegenwerking op haar hals van beide zijden in het conflict.
In 1996 schreef ze een artikel in Le Monde diplomatique over de situatie van de mensenrechten in Algerije, waarin ze bewijs naar voren bracht dat de Algerijnse regering betrokken was in het plaatsen van autobommen en het uitvoeren van moordaanslagen, verdwijningen en buitenrechtelijke executies. Hierna verbood het Algerijnse ministerie van binnenlandse zaken La Nation en werd ze gearresteerd en gevangengezet.
In reactie op het verschijningsverbod van La Nation schreef ze: We moeten herinneren aan de beginselen die de grondvesten van onze menselijke samenleving zijn en waakzaam blijven. Dat is de beste manier om ervoor te zorgen dat de beschaving de barbarij overwint. Een ander citaat uit deze tijd van haar luidt: Is het kiezen van een zijde niet gelijk aan het kiezen van iemands doden?
Onder de 80.000 doden die inmiddels waren gevallen in Algerije bevonden zich ook rond 60 journalisten. In 1998 had haar leven er inmiddels vier jaar lang dusdanig uitgezien, dat ze 's morgens niet wist waar ze 's avonds zou slapen.
In 2002 zag het ernaar uit dat ze La Nation weer zou mogen uitbrengen. Ze wilde zich ook in de toekomst weer inspannen voor meer democratie in haar land. Sinds februari 2005 is ze bestuurslid van de Euro-Mediterranean Human Rights Network.

## Onderscheidingen
In 1996 ontving Salima Ghezali de prijs van Beste hoofdredacteur van de World Press Review.
In 1997 ontving ze de Sacharovprijs voor de Vrijheid van Denken van het Europees Parlement. De Sacharovprijs is bestemd voor personen en organisaties die zich wijden aan de bescherming van de rechten en fundamentele vrijheden van de mens.
Hetzelfde jaar ontving ze ook de Olof Palme-prijs voor de moed waarmee ze objectief en concreet, en met voortdurend gevaar voor eigen leven, blijft berichten over het geweld tegen het Algerijnse volk.